# Curetis barsine
Curetis barsine är en fjärilsart som beskrevs av Felder 1860. Curetis barsine ingår i släktet Curetis och familjen juvelvingar. Inga underarter finns listade i Catalogue of Life.